# De Grootste Belg
De Grootste Belg é um programa de televisão belgo do gênero jornalístico exibido pelo canal Canvas lançado em dezembro de 2005. O programa é baseado no programa britânico 100 Greatest Britons da emissora BBC que também colabora na produção do programa.

## Escolhidos
1. Damião de Veuster (1840–1889)
2. Paul Janssen (1926–2003)
3. Eddy Merckx (1945–)
4. Ambiorix (século I d.C.)
5. Adolf Daens (1839–1907)
6. Andreas Vesalius (1514–1564)
7. Jacques Brel (1929–1978)
8. Gerardus Mercator (1512–1594)
9. Peter Paul Rubens (1577–1640)
10. Hendrik Conscience (1812–1883)